# وولوئینا
وولوئینا (به لاتین: Voloina) یک منطقهٔ مسکونی در ماداگاسکار است که در ماروآنت‌سترا واقع شده‌است. وولوئینا ۱۱٬۰۰۰ نفر جمعیت دارد و ۹ متر بالاتر از سطح دریا واقع شده‌است.